# Graf met de handjes
Het grafmonument Van Gorkum-Van Aefferden, beter bekend als graf met de handjes, op de begraafplaats nabij de Kapel in 't Zand is een monumentaal dubbel grafmonument in de Nederlandse stad Roermond.

## Achtergrond

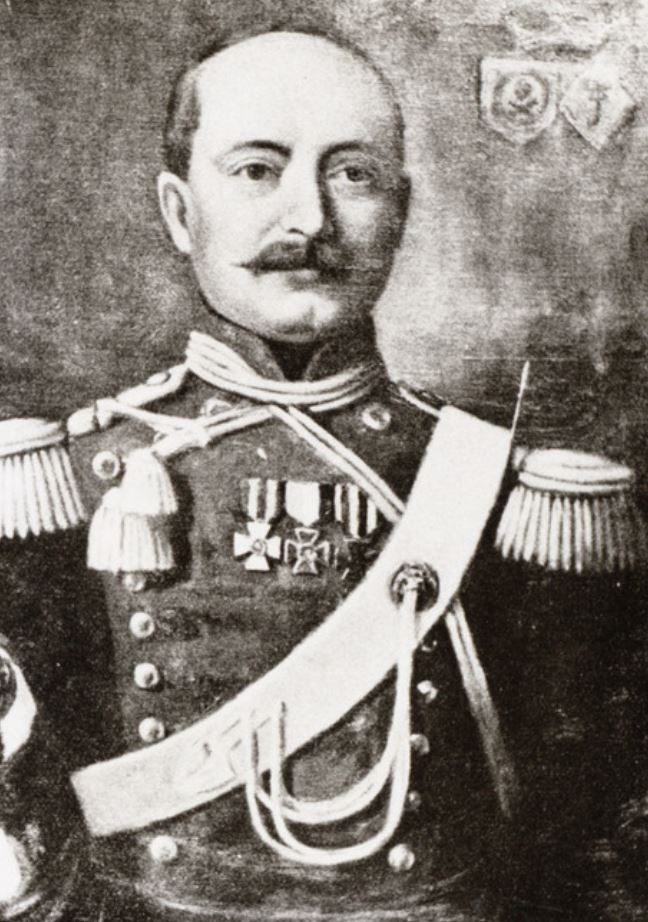
Jacobus Warnerus Constantinus van Gorkum (1809-1880)

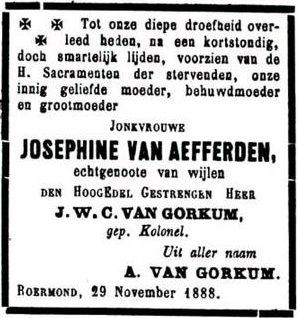
Overlijdensadvertentie Josephine van Aefferden

De begraafplaats 'Nabij de Kapel in 't Zand', in de volksmond het 'Oude Kerkhof' genoemd, was van oorsprong een joodse begraafplaats. Eind 18e eeuw werd deze uitgebreid met grafruimte voor andere inwoners van Roermond. Architect Pierre Cuypers was in 1858 verantwoordelijk voor een herinrichting van de begraafplaats. Er werd onder meer een katholiek en een hervormd deel ingericht, die van elkaar werden gescheiden door een muur.
De uit Amsterdam afkomstige Jacobus Warnerus Constantinus van Gorkum (1809-1880) was cavaleriekolonel en militie-commissaris in Limburg. Hij trouwde in 1842 met de Roermondse jonkvrouw Josephina Carlina Petronella Hubertina van Aefferden (1820-1888), lid van de familie Van Aefferden. Het was door hun achtergrond een gemengd huwelijk; Van Gorkum was van huis uit protestant, zijn vrouw was katholiek. Ook het leeftijds- en standsverschil tussen beiden zorgde destijds voor opschudding. Van Gorkum werd na zijn overlijden op het protestantse deel van de begraafplaats begraven. Zijn weduwe wilde wel bij hem begraven worden, maar als katholiek niet in de ongewijde grond van de protestantse begraafplaats. De oplossing werd gevonden in een dubbelgraf, aan beide zijden van de muur, de graftekens verbonden door twee handen die over de muur in elkaar grijpen.
In 2005 is een viertal blokken Nederlandse postzegels uitgegeven in de serie Mooi Nederland, ontworpen door Esther de Vries. Op het blok met als thema Roermond is rechtsonder het graf met de handjes afgebeeld.

## Beschrijving
Het grafmonument wordt gevormd door twee vrijwel identieke graftekens aan weerszijden van de muur. De graftekens, geplaatst op een hardstenen basement, bestaan uit een zandstenen kolom met een zadeldakvormige afsluiting die boven de muur uitsteekt. De afsluiting wordt bekroond door een kruisje en toont aan de voorzijde in reliëf aan zijn kant het wapen van de familie Van Gorkum, aan haar kant een alliantiewapen. Aan de achterzijde van beide zerken zijn handen aangebracht, een mannen- en vrouwenhand, die in elkaar grijpen, als symbool van verbondenheid over dood en religie heen.
Beide graven worden afgesloten door een halfrond smeedijzeren hekwerk, waarvan de uiteinden bij hem eindigen in bajonetachtige vormen en bij haar in een leliekruis.

## Afbeeldingen

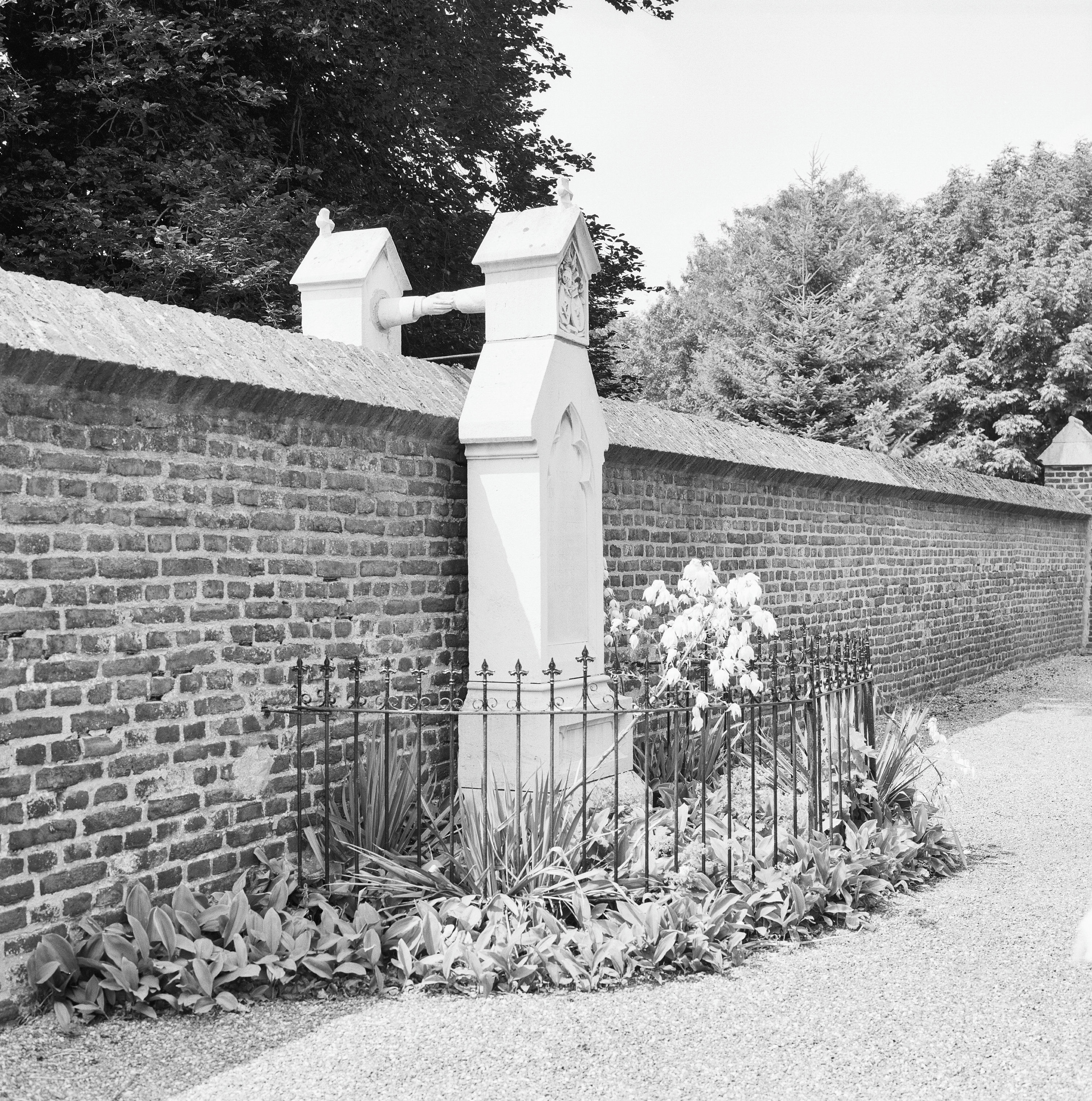
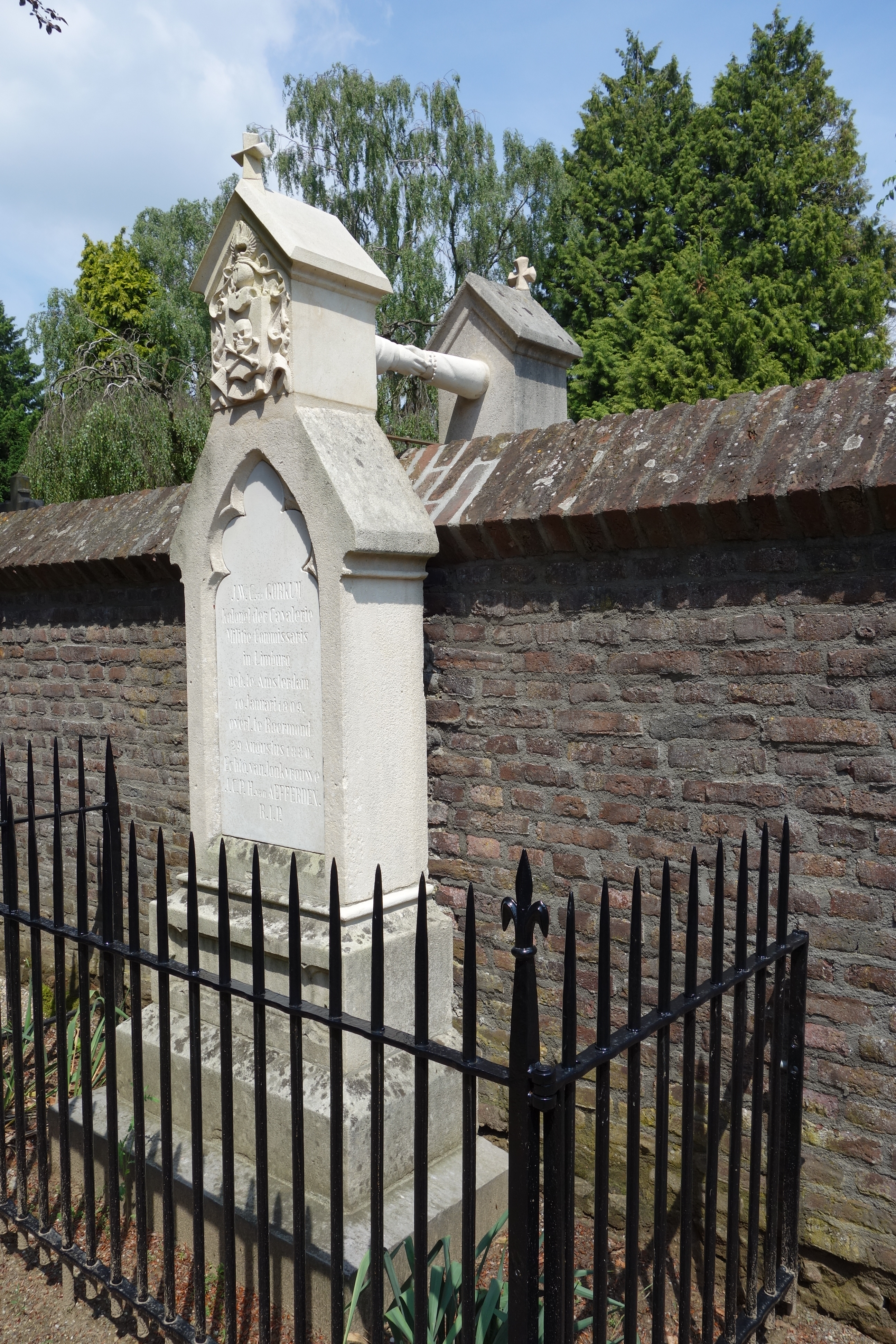
Van Gorkum
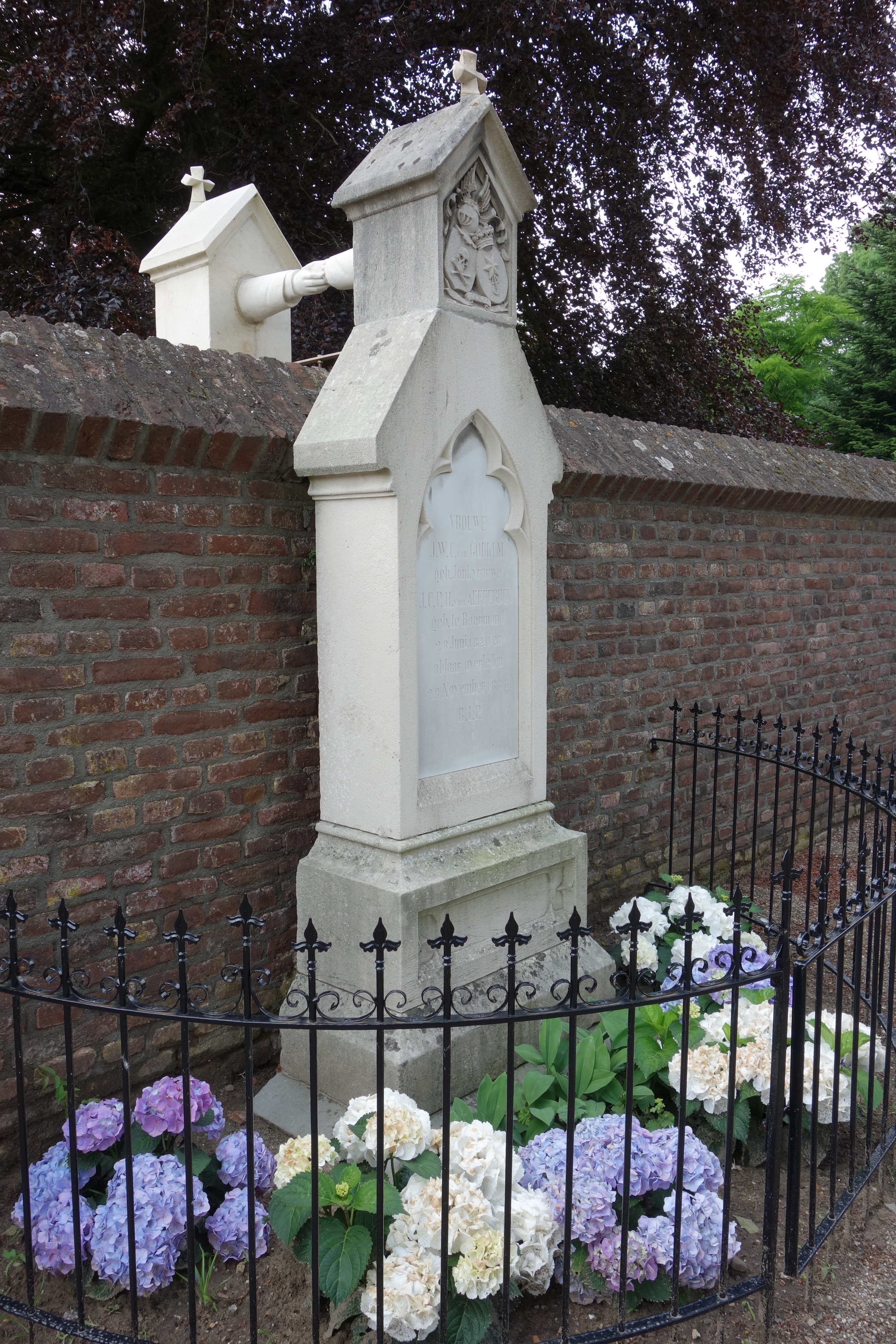
Van Aefferden
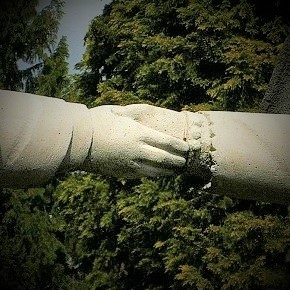
Detail Handjes

## Waardering
Het dubbel grafmonument werd in mei 2002 als rijksmonument in het Monumentenregister opgenomen, het heeft "cultuurhistorische waarde als bijzondere herinnering aan de wens van beide echtelieden om na hun dood met elkaar verbonden te blijven ondanks hun verschillende religie. Het grafmonument bezit architectuurhistorische waarde wegens esthetische kwaliteiten van het ontwerp, het bijzondere materiaalgebruik en de ornamentiek. Ensemblewaarde ontleent het object aan de situering op het Oude Kerkhof van Roermond op de rand van het katholieke en protestantse gedeelte, en als onderdeel van een kerkhof dat in zijn geheel van belang is voor het aanzien van de stad."